# Берлекэмп, Элвин
Элвин Берлекэмп (англ. Elwyn Berlekamp; 6 сентября 1940 — 9 апреля 2019) — американский математик, заслуженный профессор математики, электротехники и компьютерных наук в Университете Калифорнии в Беркли. Элвин Берлекемп известен своими работами в области теории кодирования и комбинаторной теории игр.

## Биография
Элвин Берлекемп родился в городе Довер (штат Огайо). Его семья переехала в Северный Кентукки, где Элвин окончил высшую школу. Будучи студентом Массачусетского технологического института, он принимал участие в Путнамовской олимпиаде 1961 года.
В 1962 году Элвин получил степень бакалавра и магистра в области электротехники. Продолжая свои исследования в Массачусетском технологическом институте, он получил докторскую степень в области электротехники в 1964 году, его научными руководителями были Роберт Галлагер, Питер Элиас, Клод Шеннон и Джон Возенкрафт. Элвин Берлекемп преподавал электротехнику в Университете Калифорнии в Беркли с 1964 до 1966 года, затем стал исследователем в математической области в Лаборатории Белла. В 1971 году он вернулся в Беркли как профессор математики, электротехники и компьютерных наук, где он работал консультантом более двадцати докторантов.
Член Национальной инженерной академии (1977) и Национальной академии наук США (1999). Он был избран членом Американской академии искусств и наук 1996 года, а также стал членом Американского математического общества в 2012 году. В 1991 году получил медаль Ричарда Хэмминга, а в 1993 — премию Шеннона. В 1998 году он получил Золотую юбилейную премию за технологические инновации от IEEE Information Theory Society. Он входил в оргкомитет Gathering 4 Gardner.
Элвин Бэрлекемп — изобретатель алгоритма разложения полиномов на множители и один из изобретателей алгоритмов Уэлч—Берлекэмпа и Берлекэмпа — Мэсси, которые используются для реализации кода Рида — Соломона. В середине 1980-х годов он был президентом Cyclotomics Inc. — корпорации, которая разработала технологию кода с коррекцией ошибок. Он является соавтором с Джоном Конвеем и Ричардом Гаем книги Winning Ways for Your Mathematical Plays, которая привела к его признанию как одного из создателей комбинаторной теории игр. Он изучал различные игры, в том числе Палочки, Лиса и гуси и Го. С Дэвидом Вулфом Бэрлекемп написал в соавторстве книгу «Математическое го», которая описывает методы для анализа определённых классов эндшпилей Го.
Кроме математики и информатики, Бэрлекемп также активно исследовал денежное хозяйство. В 1986 году он начал информационно-теоретические исследования товарных и финансовых фьючерсов. 1989 года Бэрлекемп приобрёл самую большую долю в торговой компании под названием Axcom Trading Advisors. После того, как были переписаны фьючерсные торговые алгоритмы фирмы, его хедж-фонд Medallion в 1990 году получил прибыль 55 %, за вычетом всех сборов управления и транзакционных издержек. Фонд впоследствии продолжал получать годовую прибыль 30 %.
У Бэрлекемпа и его жены Дженнифер есть две дочери и сын, которые живут в городе Пьемонт (Калифорния).

## Сочинения
- Алгебраическая теория кодирования = Algebraic coding theory. / Пер. с англ. И. И. Грушко. Под ред. С. Д. Бермана. — М. : Мир, 1971. — 477 с. : черт.